# Pornokrates
Pornokrates lub Dama ze świnią – obraz autorstwa belgijskiego artysty Féliciena Ropsа, stworzony w 1878. Obraz pochodzi ze zbioròw Muzeum Féliciena Ropsа w Namur, w Belgii.
Oryginał ma wymiary 75 cm wysokości i 48 cm szerokości, jest wykonany na papierze, w technice gwaszu i akwareli, z akcentami pasteli. Reprodukcje pracy (akwaforta, heliograwiura i аkwatinta, czasem kolorowe) znajdują się w zbiorach innych muzeów, m.in. National Museum of Western Art w Tokio i Rijksmuseum w Amsterdamie.

## Opis
Pornocrates jest uważany za najbardziej znane dzieło Ropsa. Zostało ono stworzone w czasie, kiedy Rops miał 45 lat i mieszkał w Paryżu wraz z siostrami Léontine i Aurelie Duluc. Obie były jego kochankami i zostały matkami jego dzieci. Tytuł dzieła można przetłumaczyć jako „władca rozpusty”. Według jego korespondencji, Rops tworzył obraz „w przegrzanym mieszkaniu, pełnym różnych zapachów, gdzie opopanax i cyklamen wywołały lekką gorączkę prowadzącą do kreacji lub nawet prokreacji”. Praca przedstawia kobietę prowadzącą na smyczy świnię, widzianą z lewej strony. Kobieta, prawdopodobnie kurtyzana, jest prawie naga, z wyjątkiem długich czarnych jedwabnych rękawiczek. Ma zawiązane oczy, nosi kapelusz z piórami, czarne buty i pończochy i pas ze złoto-niebieskiego jedwabiu – akcesoria, które podkreślają jej nagość.  Ponad świnią ze złotym ogonem odlatują trzy skrzydlate putta, na których twarzach maluje się szok lub horror. Rops przedstawia je jako „Trzy rodzaje miłości – starożytnych miłości – znikające we łzach”.

## Interpretacje dzieła
Istnieją różne interpretacje dzieła. Kobieta może być traktowana jako potężna samica, prowadząca świnię, którą można traktować jako obraz mężczyzny, uległego, posłusznego i nieświadomego, trzymanego w ryzach przez kobietę. Świnia ze złotym ogonem może być też widziana jako alegoria luksusu lub nawet jako zwierzę diabła, symbol rozpusty, która prowadzi kobietę do zguby. W każdym przypadku praca Ropsa jest świadectwem swojego czasu: przedstawia wizję kobiety jako femme fatale, która staje się coraz bardziej asertywna, bezwzględna i uwodzicielska. „Była ludzkim zwierzęciem zajadle przedstawionym przez Féliciena Ropsa jako «Pornokrates», władczyni «Pornocracji» Proudhonа, istota ślepo prowadzona przez świnię, symbol Kirke, bestialskiego przedstawiciela wszelkiego seksualnego zła”.

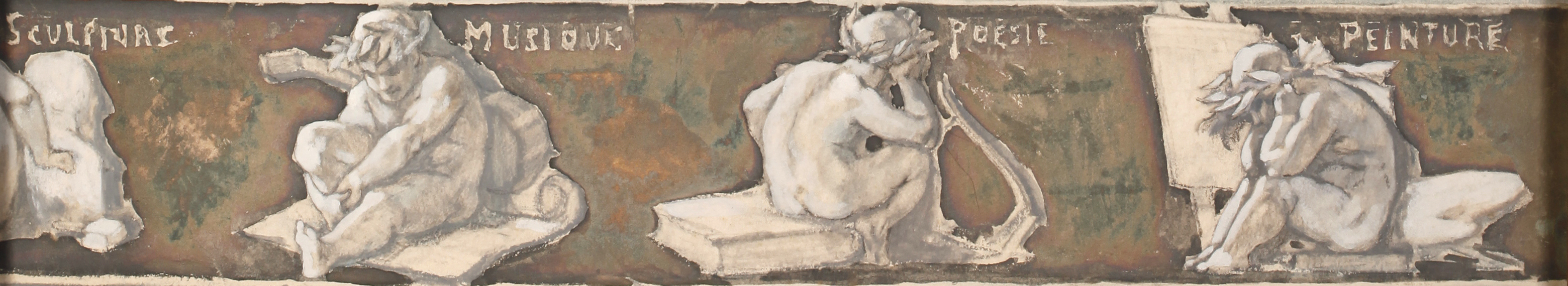
Fryz przedstawiający alegorie rzeźby, muzyki, literatury i malarstwa

Kobieta i świnia kroczą po szczycie marmurowej sceny, z fryzem przedstawiające alegorie czterech dziedzin sztuki: rzeźby, muzyki, literatury i malarstwa. Sztuki wizualne są przedstawione jako szare, klasyczne męskie kształty, wyglądające na zrozpaczone. Można to interpretować jako zwycięstwo zmysłowości i erotyki sztuki, którą tworzył Rops i współcześni mu dekadenci, w odróżnieniu od nudy akademickiej sztuki tej epoki.
Tytuł może również odnosić się do pojęcia pornokracji, okresu w historii papiestwa w pierwszej połowie X wieku, kiedy papieże byli pod silnym wpływem skorumpowanych arystokratycznych rodzin, Teofilaktów. Pierre-Joseph Proudhon opublikował swój antyfeministyczny traktat La Pornocratie ou les femmes dans les temps modernes w 1875 roku, na trzy lata przed tym, jak Rops stworzył swojego Pornokratesa.
Wczesnym właścicielem pracy był belgijski prawnik i kolekcjoner dzieł sztuki Edmond Picard. Pornokrates został przyjęta z oburzeniem i w atmosferze skandalu w 1886, podczas wystawy Cercle de-XX, grupy artystycznej, do której należał Rops.

## Galeria

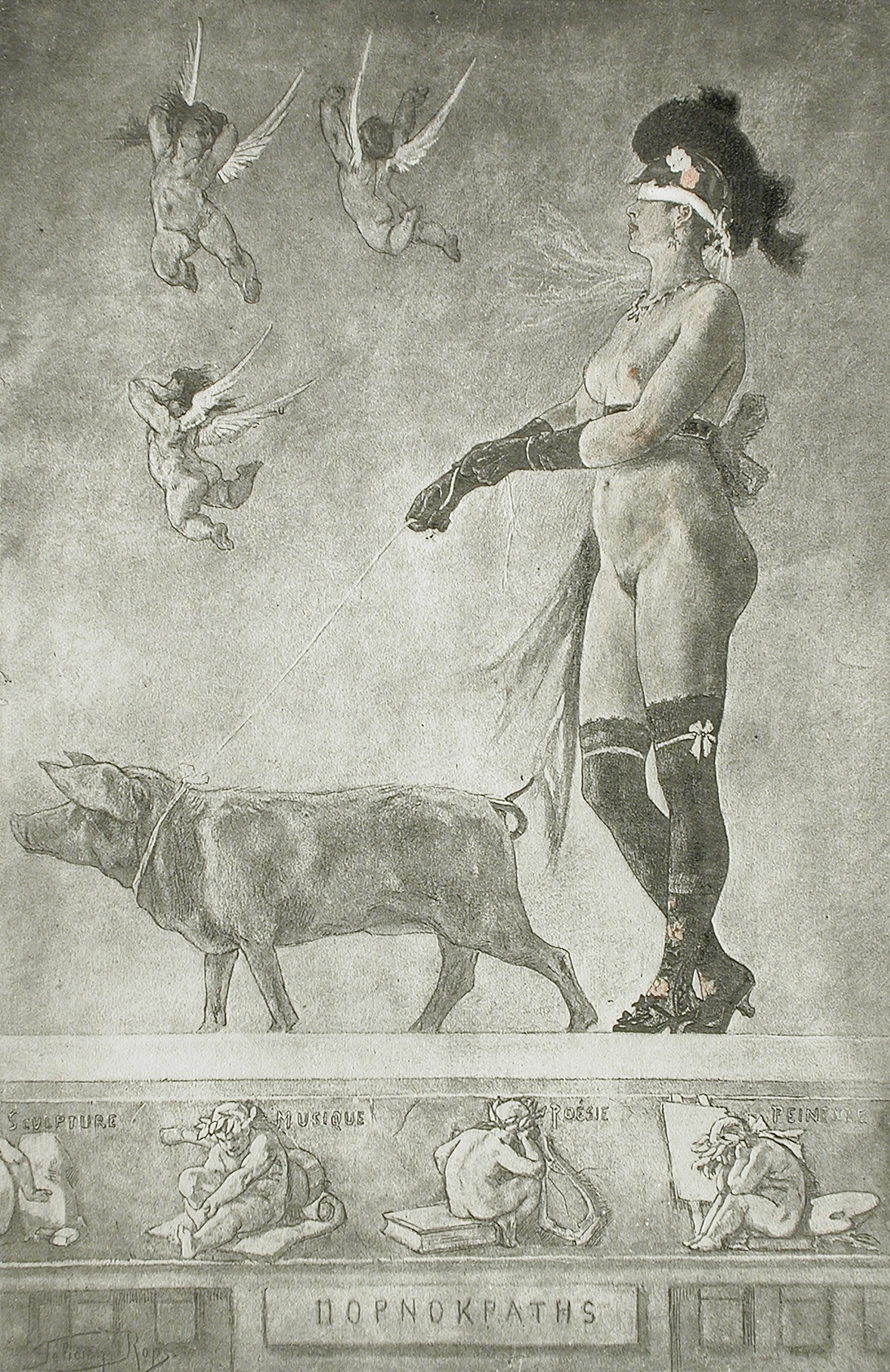
Akwaforta (1896) z LACMA
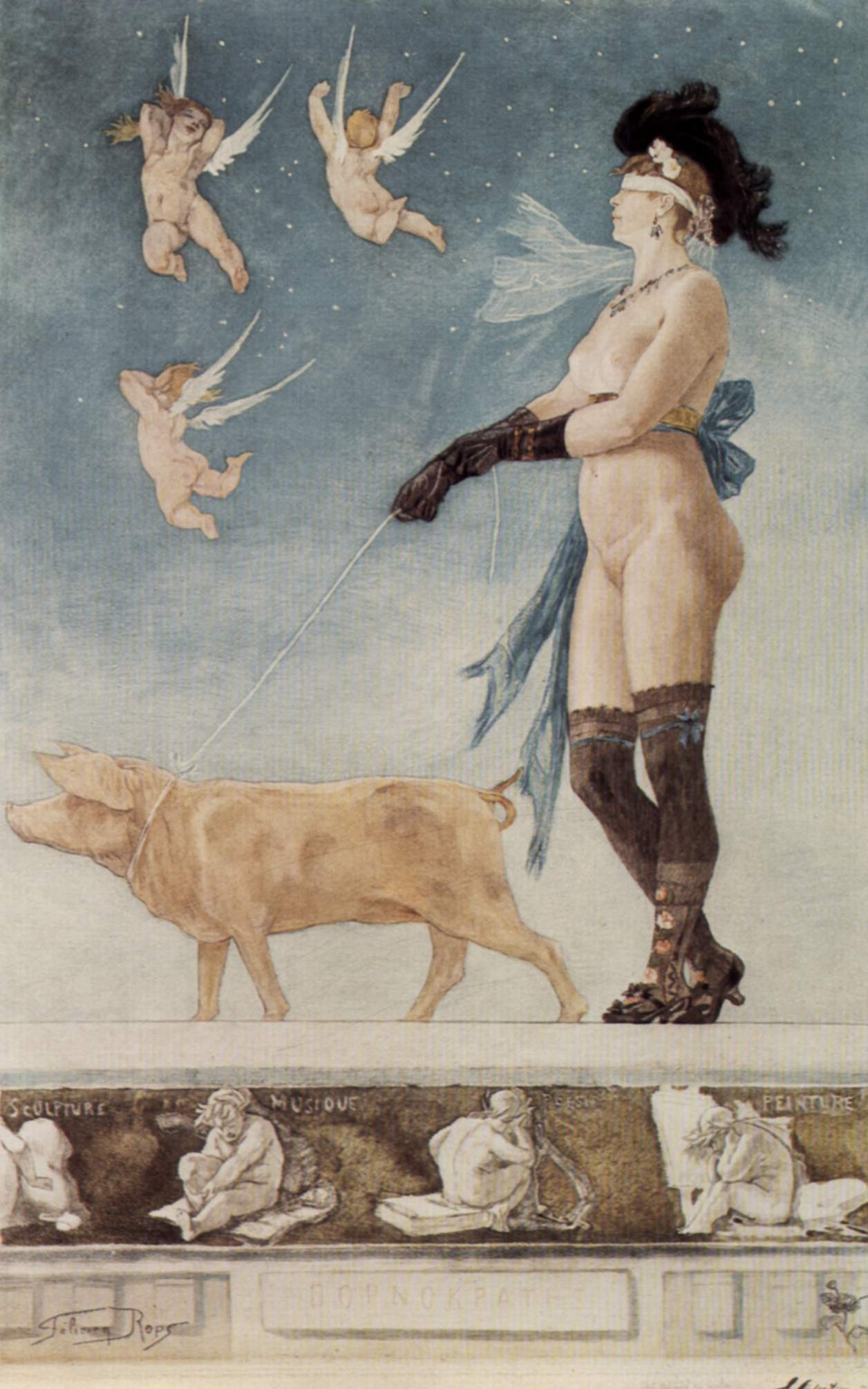
Akwaforta na papierze, kolekcja prywatna
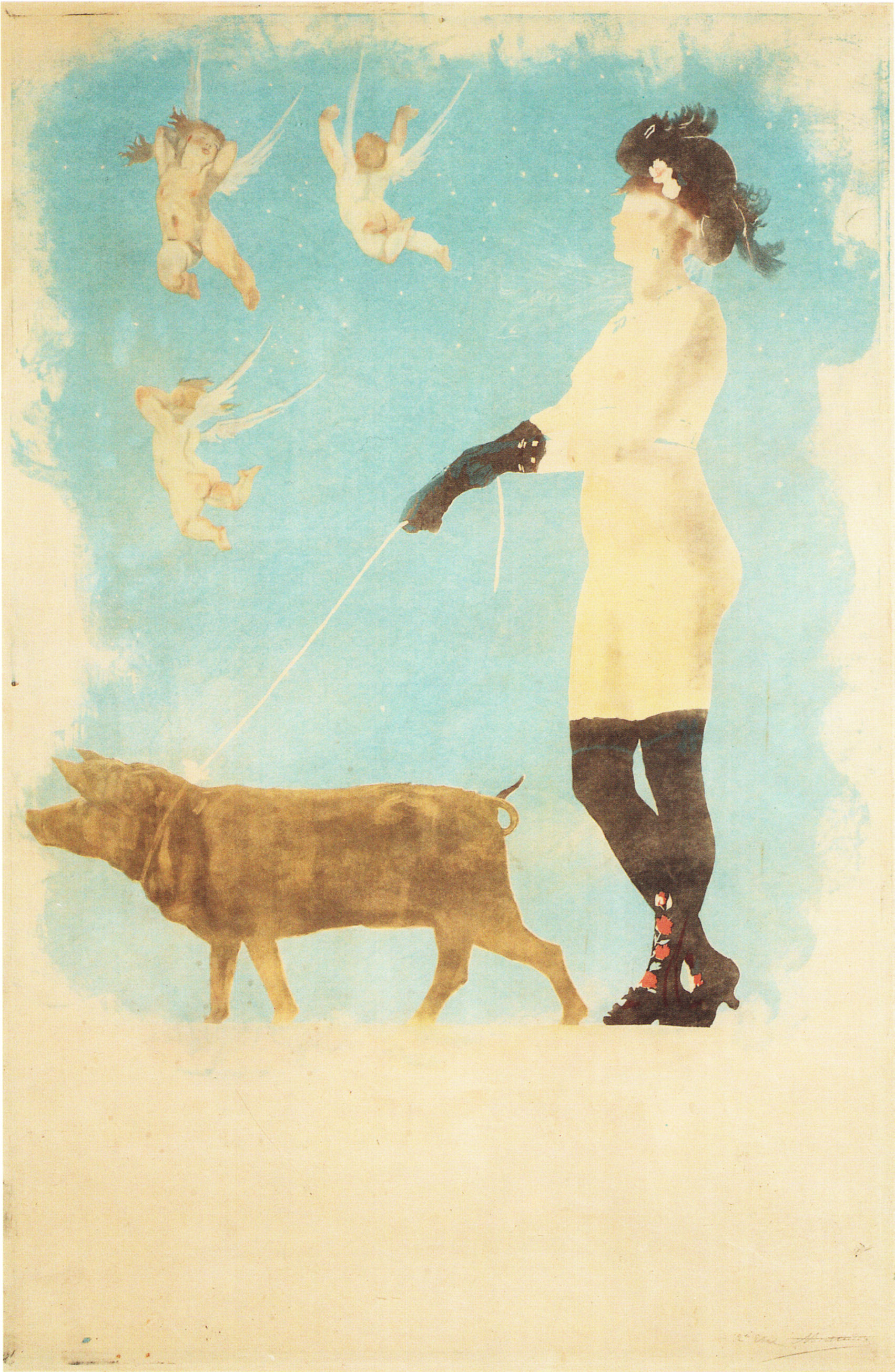
Heliograwiura (1896) z Muzeum Féliciena Ropsa